# John Glines
John Horace Glines (* 11. Oktober 1933 in Santa Maria, Kalifornien; † 8. August 2018 in Bangkok, Thailand) war ein US-amerikanischer Drehbuchschreiber, Autor, Dramatiker und Theaterproduzent. Bekannt wurde er 1980 als Drehbuchautor für die TV-Serie Sesamstraße.

## Leben
Glines studierte Drama an der Yale University und arbeitete in den Vereinigten Staaten als Theaterproduzent. Sieben Jahre lang war er als Drehbuchschreiber für die US-amerikanische Fernsehserie Captain Kangaroo und vier Jahre für die Fernsehserie Sesamstraße tätig. 1976 gründete er gemeinsam mit Barry Laine und Jerry Tobin die Organisation The Glines. 1983 gewann er einen Tony Award und einen Drama Desk Award als Theaterproduzent für Torch Song Trilogy. 1987 gründete er die Organisation Stamp Out AIDS. Glines war verheiratet mit Chaowarat Chiewvej.
Am 8. August 2018 starb Glines in Bangkok.

## Preise und Auszeichnungen (Auswahl)
- 1983: Tony Award für Torch Song Trilogy als Theaterproduzent
- 1983: Drama Desk Award für Torch Song Trilogy als Theaterproduzent